# Polo norte de la Luna

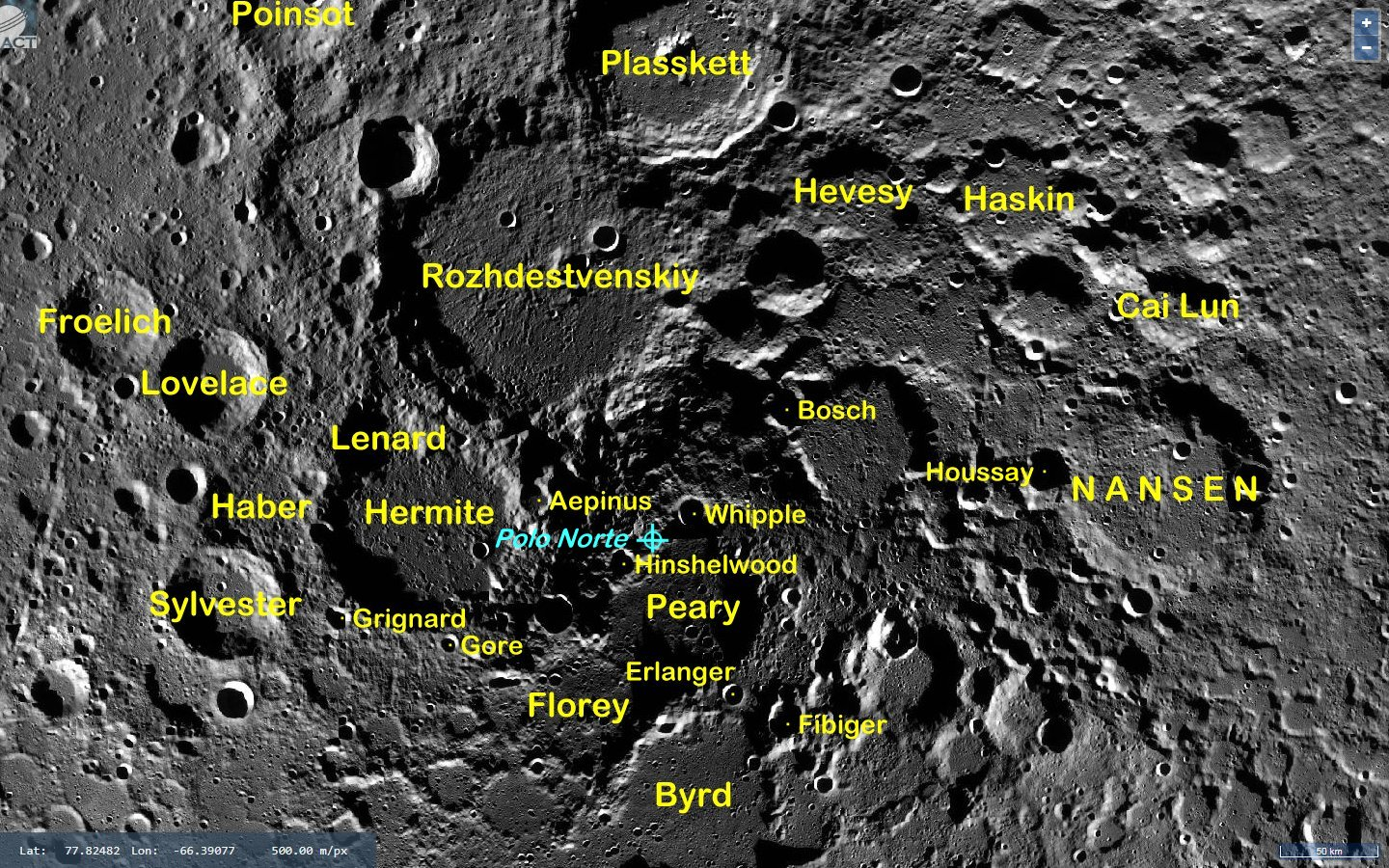
Polo norte de la Luna y los cráteres de su entorno

El polo norte de la Luna es el punto en el hemisferio norte de la Luna donde el eje lunar de rotación se encuentra con su superficie.
Es el punto más septentrional de la Luna, se encuentra diametralmente opuesto al polo sur de la Luna. Define la latitud 90° norte. Desde dicho punto todas las direcciones apuntan al sur; todas las líneas de longitud convergen allí, por lo que su longitud se puede definir como cualquier valor de grado.

## Cráteres
Los cráteres que más destacan en la región del polo norte de la Luna (entre 60° latitud norte y el polo norte) incluyen: Avogadro, Bel'kovich, Brianchon, Emden, Gamow, Goldschmidt, Hermite, J. Herschel, Meton, Nansen, Pascal, Petermann, Philolaus, Plaskett, Pitágoras, Rozhdestvenskiy, Schwarzschild, Seares, Sommerfeld, Stebbins, Sylvester, Thales, Van't Hoff, W. Bond.

## Exploración
La misión lunar de la compañía Astrobotic Technology estaba previsto para ser lanzada en el año 2015, pero fue retrasada hasta la segunda mitad del año 2016. Actualmente han realizado un convenio con dos equipos participantes en el GLXP, Hakuto y AngelicvM. El acuerdo es lanzar todos los rovers con un solo SpaceX Falcon 9 que luego utilizará el aterrizador Astrobotic Griffin para descender sobre la superficie de la Luna. Tras aterrizar en la superficie lunar, todos los equipos trabajarán competirán entre sí para lograr el objetivo y así ganar el premio GLXP.